# Полидора
Полидора је у грчкој митологији било име више личности.

## Митологија
- Хесиод у теогонији ју је убрајао у Океаниде. Њено име има значење „много дарова“ и можда је била Нефела „дарежљивих“ (потребних) киша.[1]

- Кћерка Пелеја и Антигоне, која је са речним богом Сперхејем имала сина Менестија. Била је удата за Бора, месенијског принца.[2] Према другим изворима, њена мајка је била Полимела и она је била Ахилова сестра. О њој су писали Хомер у „Илијади“ и Аполодор.[3]

- Кћерка краља Месеније, Перијера и Горгофоне. Она је са речним богом Сперхејем имала сина Менестија. Такође је имала дете и са Пелејем. О њој је писао Аполодор и она је можда иста личност као и претходна Полидора.[2]

- Према Паусанији, кћерка Мелеагра и Клеопатре. Била је удата за Протесилаја, који је погинуо у тројанском рату. Она је толико туговала да су се богови сажалили на њу. Чак је направила и његову слику и општила са њом. Зато га је Хермес на кратко извео из Подземља како би још једном видео свој дом и супругу. Она је помислила да се вратио из Троје и била је срећна све док он није морао да се поново врати у свет мртвих. Тада се избола до смрти. Иста судбина је задесила и њену мајку Клеопатру и баку Марпесу.[2] Према неким изворима, она је драговољно одлучила да пође са мужем у Хад. Исти извори наводе да је њено име било Лаодамија.[4]

- Према Антонину Либералу, била је Данајева кћерка, коју међутим Аполодор и Хигин нису ставили на списак Данаида.[5] Са Сперхејем је имала сина Дриопа.[2] Други извори као њеног мужа наводе другог речног бога, Пенеја.[3]

- Хигин ју је навео као једну од Амазонки.[6]